# Cerro El Palomo
Cerro El Palomo är ett berg i Chile.   Det ligger i provinsen Provincia de Cachapoal och regionen Región de O'Higgins, i den södra delen av landet, 130 km söder om huvudstaden Santiago de Chile. Toppen på Cerro El Palomo är 4 860 meter över havet, eller 790 meter över den omgivande terrängen. Bredden vid basen är 3,9 km.
Terrängen runt Cerro El Palomo är huvudsakligen bergig, men söderut är den kuperad. Runt Cerro El Palomo är det glesbefolkat, med 9 invånare per kvadratkilometer.. Det finns inga samhällen i närheten.
Trakten runt Cerro El Palomo är ofruktbar med lite eller ingen växtlighet.